# Mauricio Peñaloza Cifuentes
Mauricio Andrés Peñaloza Cifuentes (1971) es un abogado y académico chileno, que se desempeñó como titular de la Dirección del Trabajo de su país, durante el segundo gobierno de Sebastián Piñera entre 2018 y 2020.

## Familia y estudios
Realizó sus estudios primarios y secundarios en el Colegio San Ignacio, en Santiago. Continuó los superiores en la carrera de derecho en la Universidad de Chile, efectuando luego una maestría en administración de empresas (MBA) en la misma casa de estudios.
Casado, es padre de tres hijos.

## Carrera profesional
Comenzó a ejercer su profesión en el año 1997, como abogado y consultor laboral, de seguridad social, tributario, migratorio y de capital humano; realizando consultoría en estas materias durante 18 años en la firma EY Ernst & Young. donde llegó a ser socio líder del área de consultoria en capital humano. Durante parte de los años 2004 y 2005 trabajó en EY Londres, Inglaterra. Desde el año 2020 es socio de Peñaloza GLP Gestión Legal de Personas.
Paralelamente, se ha desempeñado como profesor de postgrados y director de diplomados de la Facultad de Derecho de la  Universidad de los Andes y de la Facultad de Derecho de la Universidad Adolfo Ibáñez y ha sido profesor de la Facultad de Derecho de la Universidad de Chile y de la Facultad de Economía y Administración de la Universidad Católica de Chile. Asimismo, ejerció la misma labor en la Facultad de Administración y Economía de la Universidad de Santiago y en la Universidad del Desarrollo.
Ha sido miembro permanente del Comité Laboral y de Personas de la Cámara de Comercio de Santiago y fue miembro del Comité de Capital Humano de la  Cámara Americana de Comercio de Chile
Durante el segundo gobierno de Michelle Bachelet en 2016, fue nombrado como miembro del «Consejo Nacional Consultivo Migratorio», . organismo dependiente del entonces Departamento de Extranjería y Migración del Ministerio del Interior y Seguridad Pública, cargo que ocupó hasta 2018. 
Fue designado por el presidente Sebastián Piñera ejerciendo la facultad de nombrar directamente a 12 jefes de servicio denominados "12 balas de plata", el 15 de marzo de 2018 asumió como director nacional de la Dirección del Trabajo, DT, designado por el presidente Sebastián Piñera en su segunda administración. Lideró el proceso de modernización y transformación digital de la DT con el apoyo y financiamiento del  Banco Interamericano de Desarrollo (BID). Participó en la 108° Conferencia Internacional de la Organización Internacional del Trabajo del año 2019 conmemorativa del centenario de la OIT. Producto de un cambio en la metodología usada por la Dirección del Trabajo para informar estadísticamente los despidos se produjo una comunicación inexacta por parte del Ministerio del Trabajo y Previsión Social sobre la cifra de trabajadores «despedidos por necesidades de la empresa» en enero de 2020, presentó su renuncia al cargo el 7 de febrero de ese año.